# 镇龙站 (地铁)
鎮龍站是廣州地鐵14號線知识城支线和21號線的换乘车站，也是14號線知识城支线的东端终点站。车站位於中國廣東省廣州市黄埔区知识大道广汕公路口以东、镇龙车辆段南侧地块处。车站于2017年12月28日随14号线知识城支线通车而启用。

## 車站結構

### 车站楼层
本站共设有四层，建筑面积2.7万平方米，基坑长约367米，宽约45米。车站附近为廣汕公路、镇龙车辆段、在建的城際鐵路镇龙站以及其他建筑。其中地上三層为预留层，地上二层为连接地面站厅与城际镇龙站、镇龙车辆段上盖物业（星汇城TOD）的轉換層，地面为車站站廳，地下一层為月台層。
| 地上三层 | 預留層                     | 车站设备（不对外开放）                            |  |  |
| 地上二层 | 轉換層                     | 通往星汇城TOD（H出入口）、城际镇龙站              |  |  |
| 地面     | 站厅                       | 售票機、客服中心、警务室、安检设施 車站設備       |  |  |
| 夹层     | 員工通道                   | 通往鎮龍車輛段（不對外開放）                      |  |  |
| 地下一层 | 4 站台                     | █21号线 天河公园方向（下站：镇龙西 / 快车：水西） |  |  |
|          | 岛式站台（卫生间、母婴室） |                                                   |  |  |
|          | 2 站台                     | █14号线 新和方向（下站：镇龙北）                  |  |  |
|          | 1 站台                     | █14号线 备用站台                                  |  |  |
|          | 岛式站台（卫生间、母婴室） |                                                   |  |  |
|          | 3 站台                     | █21号线 增城广场方向（下站：中新 / 快车：凤岗）   |  |  |

### 站厅
镇龙站站厅设于地面首层，設有售票機、客務中心等设施。
为方便乘客进出及换乘，镇龙站站厅中央北侧大部分区域被划分为收费区，收费区内各自设有四條扶手电梯、楼梯和1台专用电梯供乘客前往不同方向的月台。同時來往2號及4號月台的樓梯中部设有一条員工通道，跨過4號月台和路軌，可供車站職員直接來往車站和鎮龍車輛段。由於車站開通時間不長，車站商店尚未有任何商家進駐。

### 月台與換乘

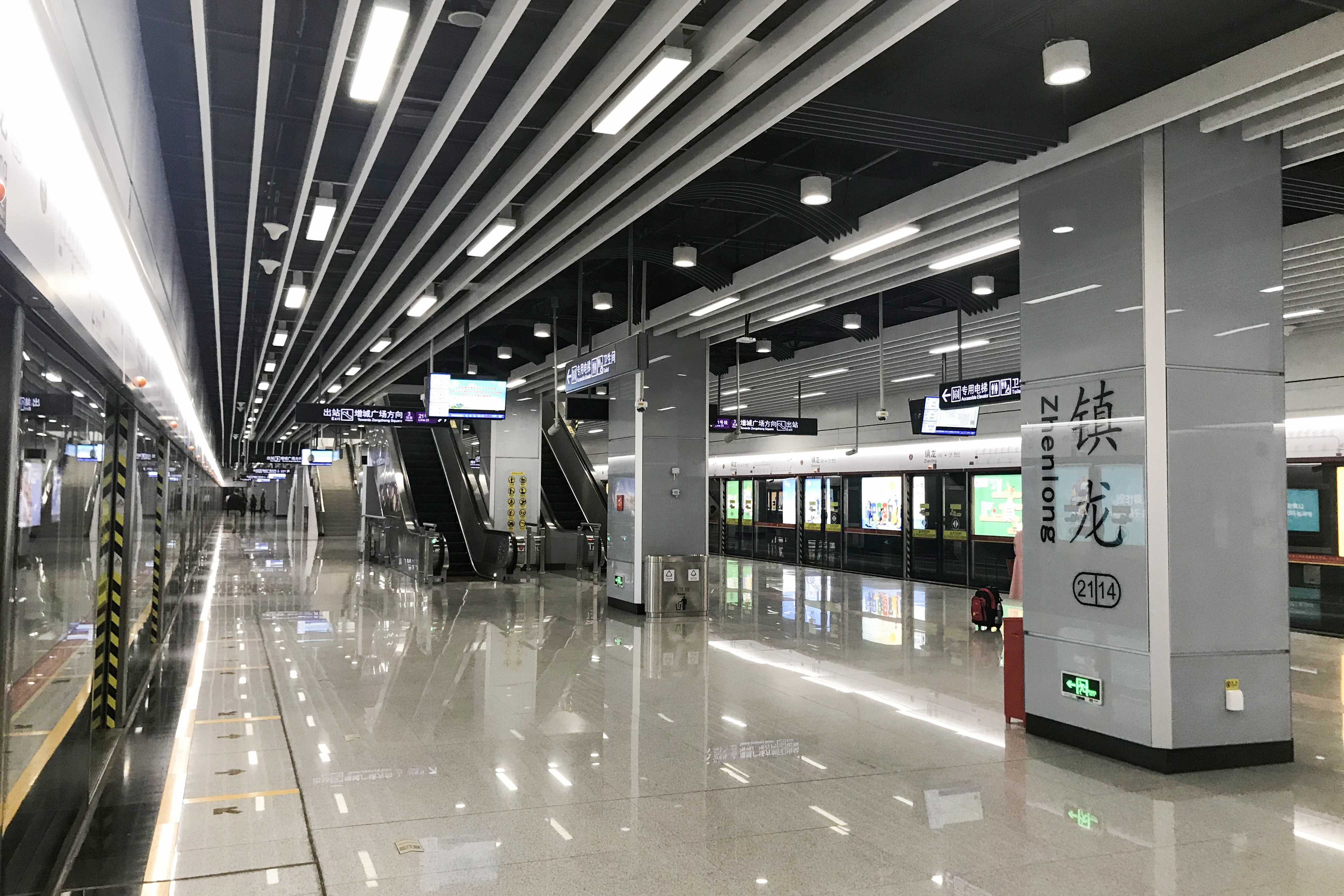
4号站台

車站设有两个並排的岛式月台，由14號線支線與21號線共用。21號線使用外侧的3號和4號月台，14號線使用内侧的1號和2號月台。內側14號線月台西側設有一條單渡線供站前折返，東側設有一組交叉渡線供進行站後折返。月台東側設有兩條聯絡14號線和21號線的單渡線，可供两线列车直通运营，但是实际上兩線從未曾开行過任何跨線直通运营班次。
本站两个站台的东端均设有卫生间和母婴室。
本站开通时设置为順向跨月台轉車站，乘客可以走到對面月台直接換乘另一列列車前往目的地（例如14號線抵站後換乘至21號線增城廣場方向），或繞經站廳換乘另一列列車前往目的地（例如14號線抵站後換乘至21號線天河公园、员村方向）。为方便14号线乘客来往市区，广州地铁自2023年1月17日起，将14号线列车改为以站前折返的方式驶入站台，以实现与21号线往市区方向站台之间的同台换乘。
在早晚高峰過後及晚上收車前夕，14號線部分列車在2號月台清客後會退出服務，返回鎮龍車輛段或石湖停車場。屆時2號月台會發出廣播，提醒乘客不能上車。

### 出入口
鎮龍站目前开放4个出入口供乘客进出车站。
车站开通时设有A-D共4个位于一层站厅的出入口，但D口一直未开放。2024年1月5日，为配合H出入口开放而启用地上二层的轉換層，轉換層内的E-G口和连接城际镇龙站的J口未开放。
|                                 |                                  |      |          |                                              |
|                                 |                                  |      |          |                                              |
| 編號                            | 设施                             | 照片 | 出口指示 | 建議前往的目的地                             |
| 地面（站厅层）                  |                                  |      |          |                                              |
| A                               | 盲道标志 · 无障碍通道标志 · 同层 |      | 广汕公路 |                                              |
| B                               | 无障碍通道标志 · 同层            |      | 广汕公路 | 丰彩街、广州市第二老人院、地铁镇龙站公交总站 |
| C                               | 盲道标志 · 无障碍通道标志 · 同层 |      | 广汕公路 |                                              |
| 地上二层（转换层）              |                                  |      |          |                                              |
| H                               | 升降机标志 · 扶手电梯标志        |      |          |                                              |
| 註： 設有 \| 設有 \| 設於同一層 |                                  |      |          |                                              |

## 接驳交通
| 巴士（地铁镇龙站总站） \| 编号 \| 编号 \| 线路 \| 线路 \| 线路 \| 收费 \| 备注 \| \| ---- \| ----- \| ---------------------- \| ---- \| ---------- \| ---- \| ------------- \| \| \| 365A \| 开萝大道（地铁香雪站） \| ⇆ \| 地铁镇龙站 \| 3元 \| \| \| \| 夜126 \| 地铁镇龙站 \| ⇆ \| 地铁红卫站 \| 3元 \| 370路附属线路 \| |       |                        |      |            |      |               |
| 编号 | 编号  | 线路                   | 线路 | 线路       | 收费 | 备注          |
| | 365A  | 开萝大道（地铁香雪站） | ⇆    | 地铁镇龙站 | 3元  |               |
| | 夜126 | 地铁镇龙站             | ⇆    | 地铁红卫站 | 3元  | 370路附属线路 |

## 利用情況
鎮龍站作為接駁正在建设的新白广城際鐵路的車站，位置為遷就城際鐵路定線而偏離鎮龍墟中心。目前因车辆段上盖建筑——越秀星汇城尚未完全交楼，且附近极少已投入使用的设施，故現時本站客流以換乘及出站接驳公交為主。

## 历史

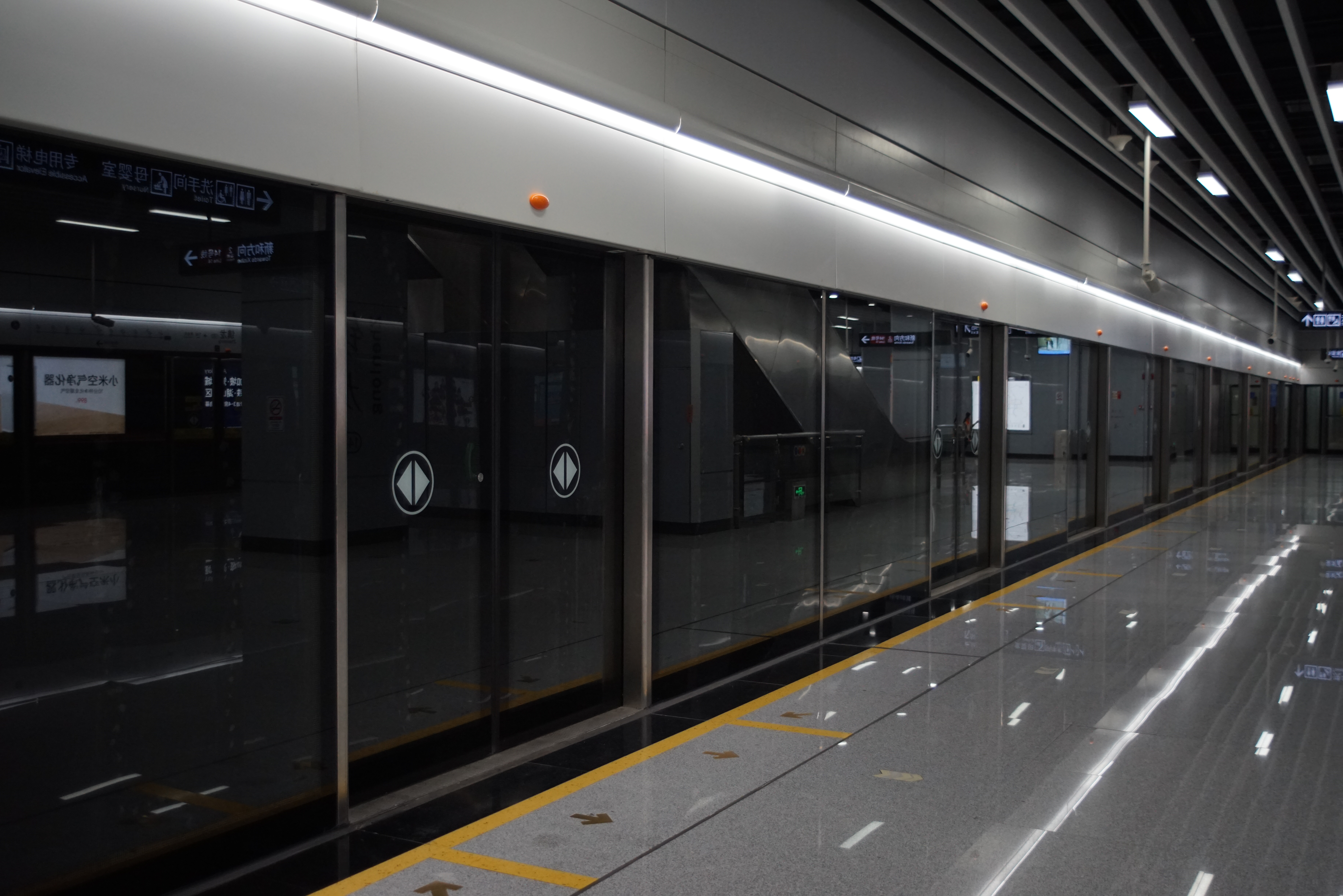
尚未启用的4號站台（2017年12月）

2010年末，當時的4號線北延段（黃村─水西）規劃段被單獨截出，並大幅往東延長至增城荔城，形成21號線，并已確定設置鎮龍站。其後14號線知識城支線規劃亦往南延長至本站，實現兩線的換乘。2012年，隨著廣州市城市軌道交通建設規劃（2012年至2018年）的獲批，本站得以落實建設。
本站于2014年3月正式开挖，负一层主体结构于2016年1月23日封顶，地面部分主体结构于2017年5月10日封顶，同年12月3日完成三權移交。
2017年12月28日，隨著14号线知識城支綫開通試運營，镇龙站正式开放。而21號線月台部分则于一年后启用。
2018年10月，广州市交委与广州地铁集团在14号线知识城支线湯村至本站段开展列车脱轨紧急疏散应急演练，其中10月11日19时至运营结束为预演，10月31日18时至次日12时为正式演练。演练期间本站停止对外服务。
2024年1月3日，镇龙站预留换乘通道机电装修工程完成“三权”移交。1月5日，二层西侧站厅及H口正式开放。

## 未来发展

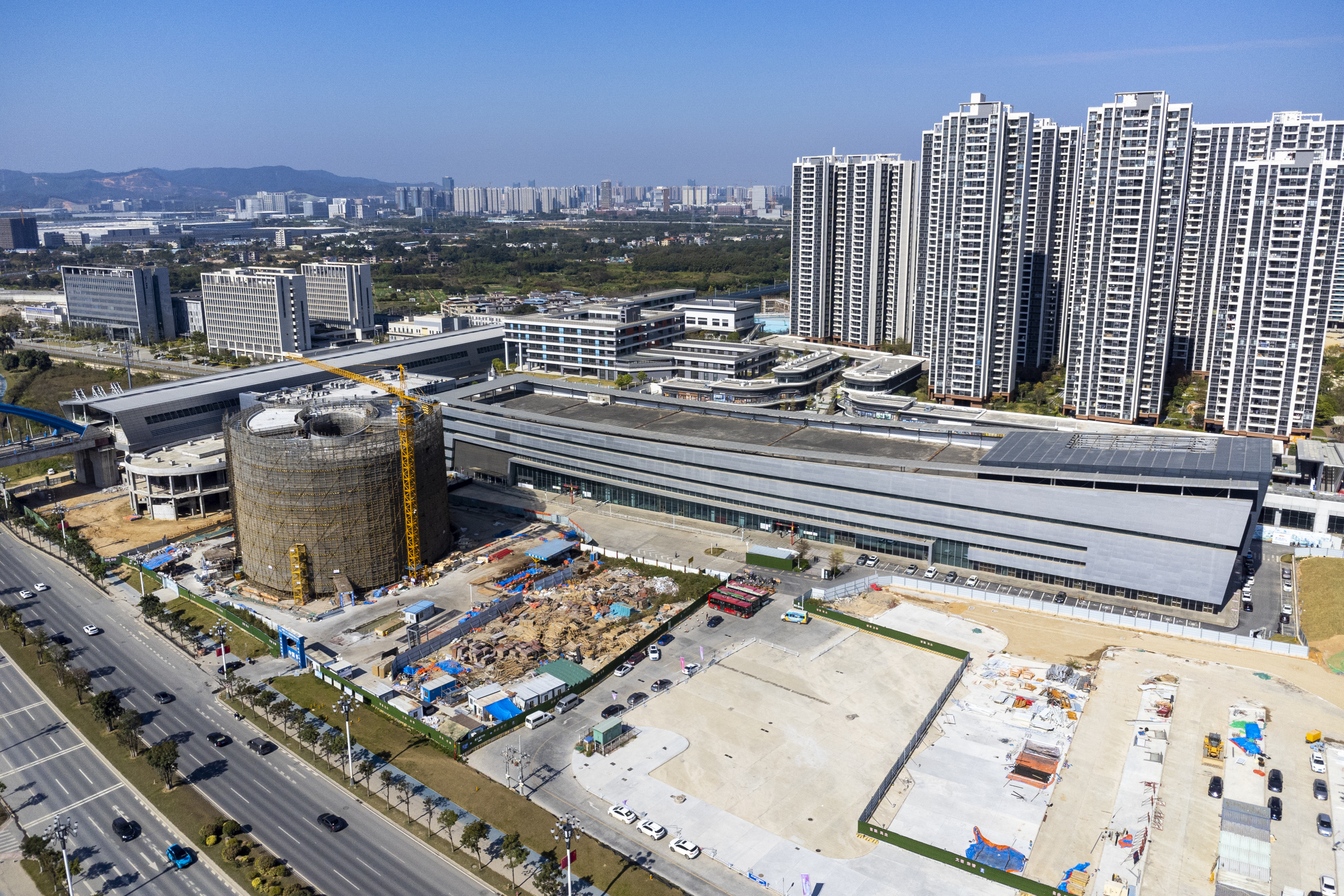
车站周边环境（2023年1月）

建设中的新白广城际铁路设有镇龙站，乘客届时可出站换乘。本站所在区域将建设成城际、地铁和公路交汇的综合交通枢纽，且随着车辆段上盖物业陆续有业主入住，本站客流将逐步提升。